# Случай с Дзанфреттой
Случай с Занфреттой — предполагаемый инцидент, произошедший в конце 1970-х и начале 1980-х годов в коммуне Марцано, провинции Генуя, Италия, связанный с якобы похищением инопланетянами ночного сторожа Пьера Фортунато Занфретты (итал. Pier Fortunato Zanfretta).

## Описание инцидента
Согласно утверждениям Занфретты, 6 декабря 1978 года около 23:30 он обходил виллу «Casa Nostra» и, пройдя на задний двор, увидел красный объект овальной формы диаметром более 10 метров. Осмотревшись, Занфретта столкнулся с некими существами ростом 3 метра. Он подмечал, что у них была пятнистая кожа, как будто они были толстыми или носили мятые костюмы. По словам Занфретты, существа имели треугольные глаза жёлтого цвета и когтистые лапы.
Когда начальник, с которым связался мужчина, спросил его, не напали ли на него люди, Занфретта ответил «No, non sono uomini, non sono uomini...» (рус. «Нет, они не люди, не люди...»), после чего связь с ним оборвалась. Чуть позже коллеги нашли Занфретту без сознания и в шоковом состоянии.
Помещённый под гипноз Занфретта утверждал, что инопланетяне похитили его и доставили в ярко освещённую комнату на своём корабле. Кроме того, он дополнительно описал их внешний облик:
Они зелёные, с треугольными жёлтыми глазами, большими шипами, у них зелёная плоть, а кожа покрыта морщинами, будто они старые. Их рты выглядят железными, у них красные вены на головах, заострённые уши и руки с ногтями… Они пришли из третьей галактики.

## Расследование случая
В ходе расследования карабинерами было обнаружено около 52 потенциальных свидетелей НЛО. Согласно одному из них, летательный аппарат был виден в 19:30 6 декабря и завис на высоте приблизительно 1500 метров (4900 футов). Там, где, по утверждению Занфретты, корабль достигнул земли, следователи отметили отпечаток в форме подковы 2 метра (6,6 фута) в диаметре.
Занфретта также утверждал, что те же инопланетяне похищали его около 11 раз в период между 1978 и 1981 годами.

## В популярной культуре
Инцидент получил широкую огласку после того, как Занфретта был приглашён на телевизионное шоу «Portobello» Энцо Торторы.
Случай с Занфреттой стал темой пьесы «Loro– Storia vera del più famoso rapimento alieno in Italia» («Настоящая история самого известного похищения пришельцами в Италии»).